# Thalictrum steyermarkii
Thalictrum steyermarkii är en ranunkelväxtart som beskrevs av Paul Carpenter Standley. Thalictrum steyermarkii ingår i släktet rutor, och familjen ranunkelväxter. Inga underarter finns listade i Catalogue of Life.